# 1727
1727 (MDCCXXVII) var ett normalår som började en onsdag i den gregorianska kalendern och ett normalår som började en söndag i den julianska kalendern.

## Händelser

### Maj
- 14 maj – Sverige ansluter sig till Hannoverska alliansen, efter att kanslipresident Arvid Horn har påverkat riksdagen.

### Juni
- 11 juni – Vid Georg I:s död efterträds han som kung av Storbritannien och Irland av sin son Georg II.

### Juli
- Juli
- *Greve Mauritz Vellingk, holsteinska partiets ledare, döms till döden, på grund av förrädiska förbindelser med Ryssland. Han benådas dock.
  - Holsteinska partiet upplöses.
- 14 juli – Borås stad drabbas av en stadsbrand, där staden brinner ner till grunden.[1]

### Augusti
- 23 augusti – Kina och Ryssland sluter Fördraget i Kjachta.

### Okänt datum
- En kunglig trädgård anläggs på Gripsholm efter ritningar av Carl Hårleman.
- Gävles "kyrkoslott" förstörs av en brand.
- Johan Helmich Roman, "Den svenska musikens fader", utnämns till ordinarie hovkapellmästare.
- Johann Wolff startar Rörstrands Porslinsfabrik vid Klaraviken i Stockholm.

## Födda
- 14 maj – Thomas Gainsborough, brittisk konstnär.
- 19 juli – Ditlevine Feddersen, norsk poet, översättare och kulturpersonlighet.
- 30 augusti – Giovanni Domenico Tiepolo, italiensk målare.
- 14 december – François-Hubert Drouais, fransk konstnär.

## Avlidna
- 31 mars – Isaac Newton, engelsk matematiker och fysiker.
- 17 maj – Katarina I av Ryssland, Rysslands kejsarinna 1718–1727.
- 8 juni – August Hermann Francke, tysk teolog, pietist och pedagog.
- 11 juni – Georg I, kung av Storbritannien och Irland sedan 1714.
- 14 juni – Cornelius Cruys, norsk-nederländsk viceamiral.
- Alida Schuyler, nordamerikansk affärskvinna.

### Fotnoter
1. ↑  ”Värmlands brandhistoriska klubb”. Arkiverad från originalet den 12 oktober 2011. https://www.webcitation.org/62NB7kO36?url=http://www.brandhistoriska.org/olyckor_se.html. Läst 25 mars 2011.